# Ajania gracilis
Ajania gracilis là một loài thực vật có hoa trong họ Cúc. Loài này được (Hook.f. & Thomson) Poljakov mô tả khoa học đầu tiên năm 1961.